# 马扎尔赛彻德
马扎尔赛彻德（匈牙利語：Magyarszecsőd）是匈牙利沃什州所辖的一个村，总面积11.26平方公里，总人口437，人口密度38.8人/平方公里（2010年1月1日）。